# Прямой проспект
Прямо́й проспект — проезд в Невском районе Санкт-Петербурга. Проходит от переулка Матюшенко за Ивановскую улицу.

## История
Название Прямой проспект известно с 1896 года.
Изначально проспект был гораздо длиннее — он доходил до не существующего ныне Чеснокова переулка (практически до Леснозаводской улицы), но в начале 1970-х годов большая часть проспекта вошла в территорию парка «Куракина Дача».
15 июня 1976 года название проспекта было упразднено, восстановлено 7 июля 1999 года.

## Достопримечательности
- Виноградовский сквер
- Централизованная бухгалтерия Невского района
- Володарский мост
- парк «Куракина дача»